# حفنا
قرية حفنا هي إحدى القرى التابعة لمركز بلبيس في محافظة الشرقية في جمهورية مصر العربية. حسب إحصاءات سنة 2006، بلغ إجمالي السكان في حفنا 12521 نسمة، منهم 6443 رجل و6078 امرأة. ومن أعلامها محمد بن سالم الحفني شيخ الأزهر الأسبق، وجمال الدين الحفني الشاعر والنحوي والفقيه.

## التاريخ
ذكرها علي مبارك في كتابه الخطط التوفيقية باسم "حفنة"، حيث ذكر أنها قرية صغيرة من قرى مديرية الشرقية بقسم بلبيس، بها نخيل قليل ويزرع أهلها الحناء.